# Sambuca di Sicilia
Sambuca di Sicilia (sicilien : Sammuca) est une commune italienne de la province d'Agrigente, dans la région Sicile, située approximativement à 68 km au sud-est de Palerme et à 89 km au nord d'Agrigente.
Sambucca di Sicilia est bordée par les communes de Bisacquino, Caltabellotta, Contessa Entellina, Giuliana, Menfi, Santa Margherita di Belice et Sciacca.

## Histoire
Les origines du nom de cette ville sont incertaines. Les principales hypothèses se rapportent à un instrument de musique grec portant ce nom de la forme d'une harpe ou l'implantation de la ville ancienne. Sambuca est aussi le nom du sureau, plante très répandue dans cette région. Leonardo Sciascia décompose le nom Sambuca en 'as-Sabuqah' et le traduit par "endroit éloigné". Jusqu'en 1928, la ville s'appelait Sambuca Zabut. À cette date, Benito Mussolini remplaça 'Zabut' par 'Di Sicilia'.
La ville fut fondée vers 830 par des envahisseurs arabes quelques années après leur arrivée en Sicile et fut nommée Zabuth en hommage à l'émir Zabut Al-Arab qui avait fait édifier un château à cet endroit sur les contreforts du mont Guenardo entre les rivières Belice et Socius à 350 mètres d'altitude. Zabut Al-Maghrebi était un disciple de l'ascète Ibn Mankud le conquérant.
La population de Sambuca était musulmane jusqu'au XIIIe siècle, date de la conquête de Frédéric II. Du XVe siècle au XIXe siècle, Sambuca connut des épisodes de prospérité ou grande pauvreté alternativement mais progressa malgré tout. 
La ville gagna en popularité en 2019 lorsque l'administration locale proposa d'y acquérir des biens immobiliers pour 1 euro dans le but d'y attirer de nouveaux résidents afin d'enrayer la dépopulation.

## Géographie
Sambuca di Sicilia est située à 37° 39′ 02″ N, 13° 06′ 42″ E. La ville s'étend sur une surface de 95.88 km². Située dans la partie Sud-Ouest de la Sicile, elle est distante de 68 km de Palerme, environ 34 km du parc archéologique de Sélinonte et 21 km des plages de Menfi. Implantée au sommet d'une colline, la ville de Sambuca est entourée de monts et de forêts au Nord-Est dont le mont Guenardo culminant à 1 180 mètres, au Sud-Ouest des vallées de la rivière Carboj qui alimente le lac Arancio.

## Administration
| Période                                  | Période | Identité            | Étiquette | Qualité |
| ---------------------------------------- | ------- | ------------------- | --------- | ------- |
| 1964                                     | 1980    | Giuseppe Montalbano | PCI       |         |
| Les données manquantes sont à compléter. |         |                     |           |         |

### Communes limitrophes
Bisacquino, Caltabellotta, Contessa Entellina, Giuliana, Menfi, Santa Margherita di Belice, Sciacca